# Iacob cel Mare (apostol)

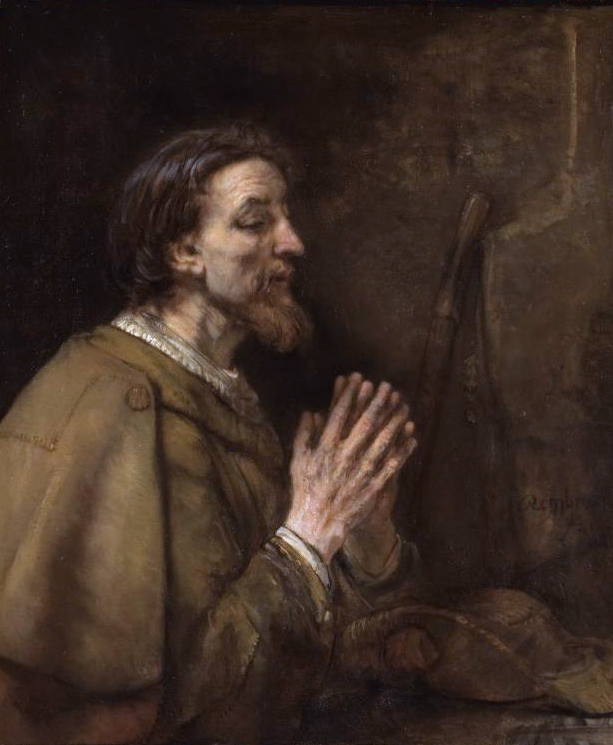
Iacob cel Bătrân, pictură de Rembrandt

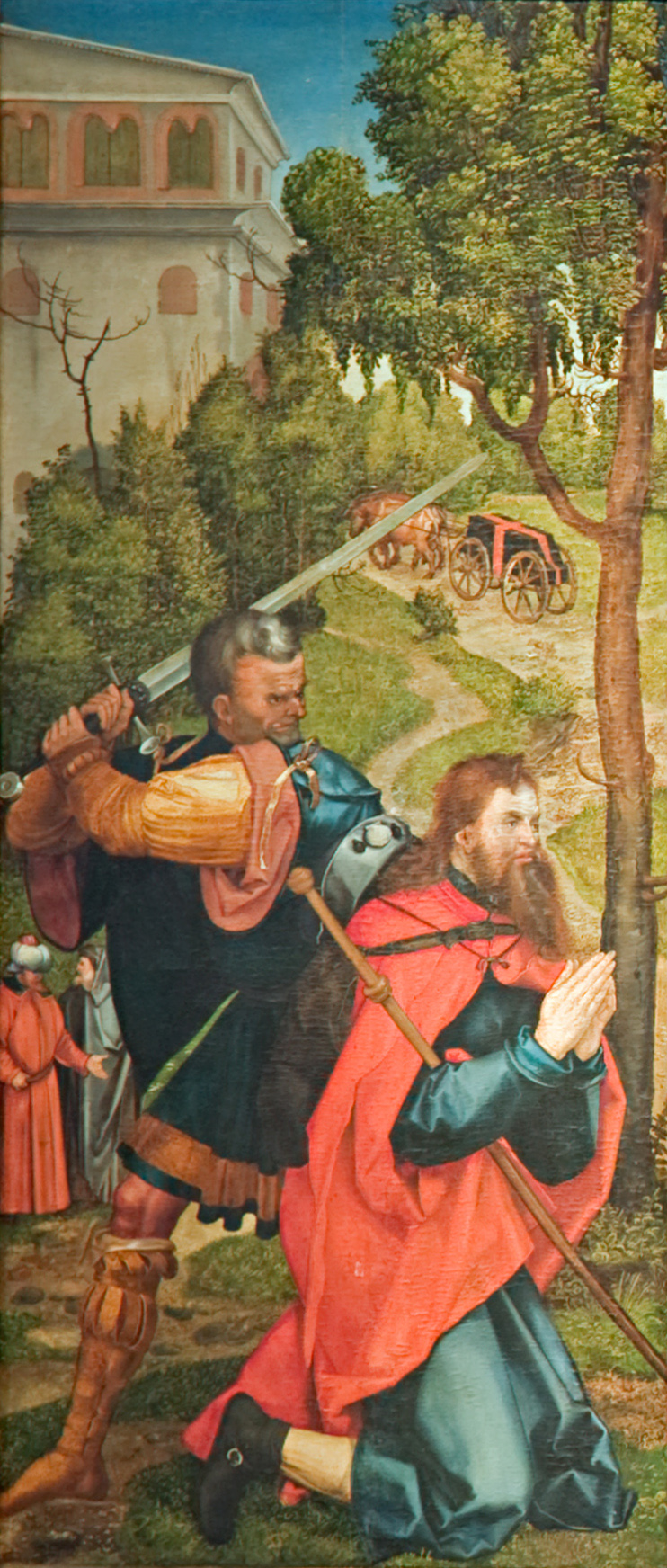
Martiriul Sf. Iacob (Albrecht Dürer)

Sf. Iacob cel Mare sau Iacob cel Bătrân (n. secolul I d.Hr., Betsaida, Districtul de Nord, Israel – d. 44 d.Hr., Ierusalim, Palestina romană⁠(d)) a fost un apostol al lui Isus din Nazaret.

## Biografie legendară
Iacob cel Mare a fost un pescar din Betsaida, un sat de pe malul nordic al lacului Marea Galileei, (Genesareth), (Palestina, azi Israel). Părinții lui ar fi fost Zevedeu și Maria-Salomeea. A fost - potrivit tradiției - fratele mai mare al apostolului Ioan. 
În Evanghelii, cei doi fii ai lui Zevedeu apar menționați împreună de mai multe ori. Din cauza temperamentului lor (cf. Lc 9, 52-54), Iisus i-a numit "fiii tunetului" (Mc 3, 17). După alții, Isus i-a poreclit pe acesti frați „boanerges” („fiii tunetului”), probabil pentru că făceau parte din gruparea revoluționar-antiromană a zeloților.
Conform evangheliilor, a fost prezent la Schimbarea la Față și la rugăciunea lui Isus de pe Muntele Măslinilor.
După Înălțarea Domnului, Iacob cel Mare ar fi făcut o călătorie în Spania, după care s-ar fi reîntors în Palestina, unde ar fi predicat cu succes in ținuturile Samariei și Iudeei, conducând un timp, împreună cu Petru și Ioan, comunitatea iudeo-creștină din Ierusalim. A fost prins și ucis prin decapitare la Ierusalim în anul 44 d.C, din ordinul regelui Herodes-Aggripa I (Faptele Apostolilor, 12,2) și îngropat tot acolo. 
La ocuparea Palestinei din anul 614 de către perși, relicvele lui Iacob cel Mare ar fi fost duse, spre păstrare, fie la Mănăstirea Sf. Ecaterina, fie la mănăstirea Raithiu (ambele in peninsula Sinai, Egipt), fie la mănăstirea Menas din Alexandria (Egipt). De aici, conform legendei, osemintele sale ar fi fost duse în Spania. Mormântul lui din Spania ar fi fost descoperit în jurul anilor 820-830. În sec. XI, după o serie de viziuni în formă de „stele” ale unor copii de păstori in timpul nopții pe o pășune, a fost construită pe acel loc renumita bazilică de pelerinaj (azi catedrală) de la Santiago de Compostela (în trad. „Sf. Iacob de pe Câmpul Stelelor”). Relicvele lui Iacob cel Mare s-ar afla, împreună cu relicvele lui Athanasie și Theodosius, în cripta Catedralei din Santiago de Compostela.

## Cult
Este cinstit mai ales în Spania, unde se află potrivit unei vechi tradiții mormântul apostolului Iacob (în sp.: Santiago). Pelerinajul intitulat Drumul Sfântului Iacob are ca destinație Catedrala din Santiago de Compostela. 
Sfântul Iacob este sărbătorit în Biserica Ortodoxă Română și în Biserica Română Unită cu Roma, Greco-Catolică la 30 aprilie, iar în Biserica Romano-Catolică la 25 iulie.
Biserica Bărăția din Câmpulung poartă acest hram.